# Uqmeni
Uqmeni (Uquniauu) fou el nom d'un poble muntanyenc dels Zagros que vivien en un territori al costat del dels gutis.
Tukultininurta I rei d'Assíria vers 1235-1196 aC, va fer una expedició als primes anys de regnat contra els gutis als que va derrotar amb una gran matança, i els uqmenis, es van sotmetre i van pagar tribut; el rei uqmeni Abulli, que hauria lluitat contra els assiris segurament en suport dels gutis, fou fet presoner.